# Смолин, Иоанн Вуколович
Иоа́нн Вуко́лович Смо́лин (1866 или 1867, Иваново-Вознесенск — 25 января 1927, Гатчина) — христианский писатель, православный миссионер и протоиерей.

## Биография
Иоанн Вуколович родился в семье рабочих-текстильщиков, имевшей материальный достаток. Окончил только начальную школу, и с 10 лет стал работать на фабрике. Дальнейшее развитие Смолин достиг при помощи самообразования. Он читал христианскую литературу, участвовал в богослужении на клиросе, изучил церковный устав и освоил церковное пение. Он служил в армии, где стал регентом солдатского хора, здесь Иоанн Вуколович обратил на себя внимание хорошим голосом, слухом и знанием музыкальной грамоты и церковного устава.
Под Москвой Смолин встретил Пелагею Ивановну Жукову и женился на ней в 1891 году. В их семье в дальнейшем родилось 10 детей.
Молодая семья переехала в Киев. Здесь Иоанн Вуколович преподавал в Киевском женском епархиальном училище. Смолин стал христианским миссионером. Им был составлен «Справочный указатель к журналу „Миссионерское обозрение“ за первое пятилетие его издания 1896—1900» (СПб., 1901).
Из Киева семья Смолина переехала в Самару, в это время в Самарской губернии было множество различных сект, а в самой Самаре находилась и одна из старейших противораскольнических и противосектантских миссий и первая в России противосектантская библиотека. Для работы в этой библиотеке Смолин и совершил своё переселение. Был рукоположён во диакона; будучи диаконом, Смолин переехал из Самары в Санкт-Петербург.
В 1903 году журнал «Миссионерское обозрение» издал в числе своих бесплатных приложений книги Смолина «Миссионерский щит веры в ограждение от сектантских заблуждений» и «Миссионерский путеводитель по Библии». До Первой мировой войны эти сочинения выдержали по пять изданий. В 1906 году Иоанн Вуколович Смолин издал книгу «Симфония на Новый и Ветхий завет с общими и миссионерскими параллелями». Симфония, или конкорданс Смолина представляет собой собрание в алфавитном порядке всех одинаковых слов (с соответствующими контекстами), встречающихся в Священном Писании, с указанием места, где они находятся (названиями книг, номерами глав и стихов). В 1910 году Смолин издал книгу «Меч духовный в ограждение от сектантских лжеучений».
В 1907 году Иоанн Вуколович был определён на диаконское место в собор Воскресения Христова в Санкт-Петербурге. Диакон Иоанн в это время распространял листки и дешёвые брошюры религиозно-нравственного содержания для народа. Иоанн Вуколович придерживался монархических взглядов. После отречения Николая II Смолин послал письмо Поместному собору Православной российской церкви, в котором писал, что после отречения монарх остаётся помазанником, главой Православной церкви и призывал объявить о неприкосновенности личности Николая II, вступиться за находящихся в ссылке императора и его семьи; кроме того, призывал исполнять положение грамоты Земского собора 1613 года о необходимости верности народа России династии Романовых.
В конце 1917 года митрополит Петроградский и Гдовский Вениамин рукоположил Смолина во иерея в монастыре Иоанна Рыльского на Карповке, после чего иерей Иоанн в 1918 году был направлен для служения в церковь в честь Присхождения Честных Древ Животворящего Креста Господня в село Лисино-Корпус Тосненской волости. Приход в Лисине был малолюдный, крайне раскинутый, бедный и неблагоустроенный. На приходе не было возможности поселиться со всей семьёй, и иерей Иоанн жил в селе один, без семьи. Многие прихожане из-за дальности расстояния не могли посещать церковь; по благословению митрополита Вениамина иерей Иоанн брал антиминс и ходил служить в дома больных прихожан. Он продолжал в селе литературную работу миссионера и проповедника. Не имея уже возможности печатать свои листки, он изготавливал рукописные сочинения: нарезал бумагу, 7-8 листов складывал книжечкой, сшивал сапожными нитками и записывал от руки текст.
В 1921 году митрополит Вениамин отправил священника на новое место службы — в Гатчину, в собор Покрова Божией Матери, на подворье Богородицкого Пятогорского монастыря. На новом приходе иерей Иоанн прививал народное пение и стремился, чтобы молящиеся в храме могли стать единым хором, для этого он обучал церковным песнопениям всех желающих. Смолин организовал два кружка занятий пением для девочек 10—13 лет и для старших. С девочками Иоанн посещал больных. При Покровском соборе Иоанн организовал братство памяти Иоанна Кронштадтского. Во время обновленческого раскола Иоанн неумолчно обличал, умолял, запрещал.
Летом 1926 года Иоанн Смолин заболел, у него обнаружили рак пищевода. Он категорически отказался от операции. 25 января 1927 года Иоанн Смолин умер. На его похороны прибыли 3 епископа, 60 священников и 12 диаконов. Он был похоронен на Гатчинском кладбище возле храма Всех Святых, слева от алтаря.

## Сочинения
- Миссионерский щит веры в ограждение от сектантских заблуждений / Сост. диакон Иоанн Смолин. — Санкт-Петербург : ред. журн. «Миссион. обозрение», 1904. — 2, XIV, 336 с.;
  - Миссионерский щит веры в ограждение от сектантских лжеучений, с прибавлением: Голос истинной науки в обличение «философскаго» безбожия / составил диакон Иоанн Смолин. — 4-е изд. — Санкт-Петербург : Ред. журн. «Миссионерское обозрение», 1909 (Тип. «Колокол»). — 2, XVI, 376 с. : табл.;
  - Миссионерский щит веры в ограждение от сектантских лжеучений, с прибавлением: голос истинной науки в обличение «философскаго» безбожия [Текст] / составил дьякон Иоанн Смолин. — 5-е изд. редакция журн. «Миссионерское обозрение». — Санкт-Петербург : тип. «Колокол», 1909. — 376 с. : табл.;
- Добрый пример пастырского служения : (Ко дню полугодины [18 нояб.] почившего о. прот. В. А. Левитского) / Диакон И. Смолин. — Петроград : тип. Алекс.-Нев. о-ва трезвости, 1914. — 8 с. : портр.;
- Справочный каталог для составления миссионерской библиотеки / Сост. и изд. Иоанн Смолин. — Санкт-Петербург, 1913. — [4], 38, 14 с.;
- Миссионерский путеводитель по Библии / Сост. диакон И. Смолин. — Санкт-Петербург : ред. журн. «Миссион. обозрение», 1905. — XXXII, 182, LVI с.;
  - Миссионерский путеводитель по Библии / Сост. диакон И. Смолин. — [4-е изд. (стереотип.)]. — Санкт-Петербург : ред. журн. «Миссион. обозрение», 1912. — XXXII, 182, L с.;
  - Миссионерский путеводитель по Библии / Сост. и изд. диакон И. Смолин. — 5-е изд., пересмотр. и доп. — Санкт-Петербург : ред. журн. «Миссион. обозрение», 1912. — XXXII, 182, L с.;
  - Миссионерский путеводитель по Библии / Сост. диакон И. Смолин. — Н. Новгород : Изд-во Братства во имя святого князя Александра Невского, 1997. — 295,[4] с.;
- Меч духовный в ограждение от сектантских лжеучений / Сост. и изд. диакон Иоанн Смолин. — Санкт-Петербург : Типо-лит. «Свет», 1910. — XII, 704 с.;
  - Меч духовный в ограждение от сектантских лжеучений / Сост. и изд. диакон Иоанн Смолин. — 2-е изд. — Санкт-Петербург : Типо-лит. «Свет», 1911. — XII, 704 с.;
  - Меч духовный : В ограждение от сектант. лжеучений / В 1911 г. сост. диаконом И. Смолиным. — Краснодар : Сов. Кубань, 1995. — 495,[1] с. : ил.; 21 см; ISBN 5-7221-0056-0 (В пер.) : Б. ц.
- Симфония на Новый и Ветхий завет с общими и миссионерскими параллелями / Сост. диакон Иоанн Смолин. Ч. 1-2. — Санкт-Петербург : журн. «Миссионерск. обозрение», 1906. — 2 т.;
  - Симфония на Новый и Ветхий завет с общими и миссионернскими параллелями : [С приб.] / Сост. и изд. диакон Ионанн Смолин. — 2-е изд. — Санкт-Петербург : Миссион. обозрение, 1910. — III—VI, 506, 31 с.;

Ч. 1. — IV, 240 с.
- Краткий толкователь мест Священного Писания, извращаемых инакомыслящими с православной церковью / Сост. и изд. диакон И. Смолин. — Санкт-Петербург : типо-лит. т-ва «Свет», 1909. — XVI, 304 с.; 
  - Краткий толкователь мест Священного Писания, извращаемых инакомыслящими с православной церковью / Сост. и изд. диакон И. Смолин. — 3-е изд., испр. и доп. — Санкт-Петербург : типо-лит. т-ва «Свет», 1912. — XVI, 320 с.;
- Миссионерская памятка по вопросам православной веры и церкви, пререкаемым сектантам, с краткими историческими сведениями о русских сектах и их вероучении / Сост. и изд. диакон И. Смолин. — Санкт-Петербург : типо-лит. «Свет», 1911. — VIII, 172, 46 с.;
  - Миссионерская памятка по вопросам православной веры и церкви, пререкаемым сектантам, с краткими историческими сведениями о русских сектах и их вероучении / Сост. и изд. диакон И. Смолин. — 2-е изд. — Санкт-Петербург : типо-лит. «Свет», 1914. — VIII, 172, 46 с.;
- Краткие исторические сведения о русских сектах и их вероучении: а) рационалистических: адвентистов, баптистов, бессмертников и др. б) мистических: «братцев», еноховцев, иоаннитов и др. / Изд. и сост. диакона И. Смолина. — Санкт-Петербург : типо-лит. т-ва «Свет», 1911. — 64, IV с.;
- Пособие (метод) к изучению Священного писания : (Конспект уроков для простого народа) / [Сост. и] изд. диакон И. Смолин [по ст. свящ. А. Бельского]. — Петроград, 1915. — 104 с.
- Православный миссионерский путеводитель по Библии / Сост. диаконом И. Смолиным. — М. : Изд-во Спасо-Преображен. Валаам. монастыря, 1995. — 238,[1] с.; 17 см; ISBN 5-7302-0863-4 : Б. ц.
- Об организации Кружков ревнителей Православия [Текст] / [издан. диакона Иоанна Смолина]. — С.-Петербург : Тип. т-ва «Свет», 19--?. — 8 с.;